# Piggy Tales
Piggy Tales es una serie animada de televisión finlandesa, basada en la compañía Rovio Entertainment en los rivales de las aves del juego "Angry Birds", Los Cerdos. Esta serie (a diferencia de Angry Birds Toons) esta animada en Stop Motion, usando figuras físicas de los cerdos. En los episodios de "Piggy Tales, Pigs at Work" trata de las aventuras de los cerdos verdes en un mundo blanco, en el cual si se encuentran un objeto o si hacen alguna actividad salen lastimados, aplastados, o simplemente confundidos. La otra serie se llama "Piggy Tales: Third Act", que cuenta historias de los cerdos en el Teatro Piggy. Una nueva temporada  llamada Piggy Tales: 4th Street se estrenó en 2018. El primer capítulo se estrenó el 17 de abril de 2014 en YouTube. Hasta ahora esta serie se ha podido ver en Neox Kidz y en Toons TV. A partir de 2016, la cadena Netflix transmite dos episodios de Piggy Tales en cada capítulo compilado de Angry Birds Toons junto con uno de Angry Birds: Stella.

## Episodios de Piggy Tales
Véase Anexo:Episodios de Piggy Tales